# Campanula vaillantii
Campanula vaillantii là loài thực vật có hoa trong họ Hoa chuông. Loài này được Quézel mô tả khoa học đầu tiên năm 1955.